# Dytmarów
Dytmarów [pronunciación en polaco: /dɨtˈmaruf/] (en alemán: Dittersdorf, en silesio: Dytmarōw) es un pueblo ubicado en el distrito administrativo de Gmina Lubrza, dentro del Condado de Prudnik, Voivodato de Opole, en el sur de Polonia occidental, cercano a la frontera checa. Se encuentra aproximadamente a 4 kilómetros al sureste de Lubrza, a 7 kilómetros al este de Prudnik, y a 44 kilómetros al suroeste de la capital regional Opole.
Antes de 1945, el área fue parte de Alemania.
El pueblo tiene una población de 559 habitantes.